# قنطريون بلسمي
القنطريون البلسمي واسمه العلمي (باللاتينية: Centaurea balsamita) نوع نباتي ينتمي إلى جنس القنطريون من الفصيلة النجمية.

## الموئل والانتشار
موطنه بلاد الشام وتركيا والقوقاز.